# Jan van den Berg (militair)
Johannes van den Berg (gedoopt in Gorinchem op 17 februari 1753 - ?), roepnaam "Jan", was een bootsman bij de marine van het Koninkrijk Holland en eerder van de Bataafse Republiek en de Republiek der Vereenigde Nederlanden. In dienst van de republiek had hij op 5 augustus 1781 in de Slag bij de Doggersbank gevochten. Hij had een uitstekende staat van dienst. Zesentwintig jaar later verleende koning Lodewijk Napoleon van Holland per ongeluk aan "Jan van den Berg uit Gorinchem, bootsman en drager van de Doggersbank-medaille in zilver" het ridderkruis van de Orde van de Unie.
De wet waarin de Koninklijke Orde van Verdiensten was ingesteld sprak van "burgers van alle rangen en standen welke door derzelver kunde, talenten, dapperheid en deugden, aan het Vaderland diensten zullen bewezen hebben". Die wet stelde ook dat "Dragers van de Doggersbankmedaille geregtigd waren leden van de Orde van de Koninklijke Orde van Verdiensten" te zijn".
Lodewijk Napoleon  bepaalde in een decreet van 28 februari 1807 dat men het kruis en de benoemingsbrief "par erreur" verleend had. Dat is in strijd met de zorgvuldige en vastgelegde werkwijze van het kapittel dat Van den Berg na drie beraadslagingen had voorgedragen. De koning gelaste dat men hem deze "de la manière le plus délicate et et la plus convenable" moest terugvragen, Deze moeilijke taak viel toe aan Cornelis van Kerchem, Commissaris-directeur van Marine in Amsterdam. Van Kerchem zegde een vergoeding voor de aangeschafte kleding en de reiskosten toe en deze werden inderdaad vergoed. Van een eveneens toegezegd gouden Doggersbank-medaille in plaats van de  zilveren eremedaille werd niets meer vernomen. Dat gold ook voor de dotatie van 100 gouden dukaten die de Minister van Marine voor Johannes van den Berg had gevraagd en die ten laste van de kas van de  Orde van Verdiensten zou komen. De grootkanselier van de Orde, Maarten van der Goes van Dirxland, heeft een voordracht gedaan maar de koning heeft hierop nooit beschikt.
Van Zelm van Eldik noemt een kapitein Jan van den Berg (Delft 15 december 1769 - Uitgeest 9 december 1819), kapitein bij de Garde-Grenadiers van het Koninkrijk Holland die op 12 mei 1810 tot Ridder in de Orde der Unie werd benoemd en suggereert een samenhang.

## Voetnoten
1. ↑  Wet van
2. ↑  Letterlijke tekst van het Geheim Decreet. Het betekent "op een zo gemakkelijke en fijngevoelige wijze".
3. ↑  Mr. O Schutte, "De Orde van de Unie", 1983. Blz. 101.
4. ↑  M.D. Lammerts, "Gedecoreerd par erreur" in het tijdschrift "Ons leger" van 4 april 1957.
5. ↑  Van Zelm van Eldik in "Moed en Deugd, 2002. Andere kenners zoals O. Schutte noemen geen samenhang. De lange tijd die tussen de beide benoemingen ligt spreekt een persoonsverwisseling ook tegen.